# Кара Кольо
Кара Никола, наричан още Кара Кольо Омарчалията, е български хайдутин. Той е роден в село Омарчево, край Нова Загора. Кара Кольо е възпят в много народни песни.

## Предания
Заради Кара Кольо някога турците са наричали селяните от с. Омарчево „Омарчево хайдутларъ, ако тия селяни да са най-кротките и най-мирните същества на света“, както бележи в записките си през 1870-те Панайот Хитов.
Според едно странджанско предание, Кольо станал хайдутин много млад, едва седемнадесетгодишен. Баща му бил ятак (помагач) на хайдути и не било трудно на буйния младеж да намери другари и да им стане войвода.

### Вълчан войвода
Не е известно колко време Кольо е ходил сам с дружината си, но се знае, че по едно време се влял заедно с всичките си момчета в дружината на Вълчан войвода. Това не траело дълго. Вълчан бил много строг човек и не обичал да му противоречат в нищо. Веднъж, когато Кольо изразил своето несъгласие по някакъв въпрос, Вълчан вдигнал пушката да го убие. За да се спаси, Кольо се хвърлил в близката дълбока река и се промъкнал по нейното дъно. Когато Вълчан се успокоил, той пратил хора да потърсят и върнат Кольо в дружината, но той отказал. Заедно със свои другари Кара Кольо се отправил към Сливенския балкан, където се подвизавал Индже войвода.

### Индже войвода
Преданията не казват дали Кара Кольо е познавал Индже отпреди, или не. Те твърдят обаче, че след събирането си двамата войводи си допаднали до такава степен, че останали неразделни до края на своя живот. Кара Кольо станал най-близък приятел, помощник и съветник, дясна ръка на Индже, който бил избран за войвода на уголемената дружина.
Заедно с Индже, Кара Кольо е един от най-възпетите български хайдути. Малко са песните, в които да се възпява Индже и да не се споменава байрактарят му, Кара Кольо, и обратно.

### Кара Кольо войвода
След като Индже преминал към кърджалиите, неведнъж Кара Кольо ръководел многобройни орди, с които се подвизавал на различни места из страната. Според едно предание, запазено от Раковски, след раняването на Индже в Урумкьой (днешно Индже Войвода, Бургаско) Кара Кольо бил поставен начело на извънредно голяма дружина.

## Места, свързани с името на Кара Кольо
Много места в Тракия са свързани с името на Кара Кольо Омарчалията. Пътят между Сакар и Бакаджиците се нарича „Кара Кольов път“. На Маслен нос край Приморско има „Кара Кольово кладенче“, при село Долно Паничерево – „Кара Кольов извор“, и т.н.
Името на Кара Кольо е тясно свързано и с възстановения от него, Индже и Христо войвода Устремски манастир „Св. Троица“ в Сакар планина. Близката до манастира пещера била най-потайното им място, а под олтара на църквата те изградили здраво и добре маскирано скривалище. В този хайдушки манастир войводите вземали решения и били поставили в страх цяла Тракия. Най-обичан от войводите сред околното население бил Кара Кольо. На празника на манастира ставали многолюдни събори, на които идвали хиляди хора и пеели песни, прославящи техния Кольо войвода. Кара Кольо имал много приятели и ятаци, на които помагал в трудни минути.
От страх ятаци на Кара Кольо ставали дори и богати турци. Султанското правителство било безсилно да се справи с него. Богаташите не смеели да предадат Кара Кольо.
За Кара Кольо се разказват предания и в село Черепово, Хасковска област. Има пещера с името „Каракольовата дупка“ – в нея се е крил известният хайдутин. Пещерата се намира в местността „Големите камъни“, северно от селото.
Кара Кольо участва заедно с Индже във въстанието срещу турците, целящо да освободи балканските народи, избухнало във Влашко и загива в сражение с турците заедно с него на 17 юни 1821 в битката при Скулени край река Прут.
Според някои изследователи, Кара Кольо не е загинал в битката при Скулени, а се върнал обратно в Добруджа и се заселил в Алфатар, където живеят негови наследници.